# علي يونسي
علي يونسي (من مواليد 1 يناير 1951) هو عالم دين وسياسي إيراني تولى عدة مناصب سياسي هامة في صلب الدولة الإيرانية منها تولى رئاسة وزارة الاستخبارات والأمن القومي لجمهورية إيران الإسلامية من 2000 حتى 2005 في فترة رئاسة محمد خاتمي وحاليا يشغل منصب مستشار للرئيس الإيراني للشؤون الدينية والأقليات في حكومة حسن روحاني منذ 2013.